# Logista
Logista (stgr. λογιστής logistēs, lm λογισταί logistai – rachmistrz, rewident) – w starożytnych Atenach urzędnik kontrolujący wydatki z kasy publicznej.
Termin odnoszony do członków dwóch różnych ateńskich kolegiów. W pierwszym znaczeniu dotyczy członka dziesięcioosobowej komisji, wyłonionego drogą losowania spośród członków Rady Pięciuset na okres jednej prytanii, i kontrolującego działania finansowe urzędników ateńskich w trakcie sprawowania funkcji.
W drugim znaczeniu to członek odrębnej komisji badającej szczegółowo dokumentację finansową urzędników już po zakończeniu ich kadencji. Była to część procedur określanych jako eúthynai (lp eúthyna). W przypadku wykrycia przez logistów nieprawidłowości trybunał sądu ludowego w składzie 500 osób przeprowadzał szybki proces, w którym mógł oskarżyć osobę ustępującą z funkcji publicznej o łapówkarstwo, sprzeniewierzenie finansów państwowych lub uchybienie.
Oprócz nich mianem logistów określano także w V wieku p.n.e. 30 członków gremium czuwającego nad płatnościami przekazywanymi do skarbców świątynnych, jak i wypłacanymi z nich.